# Philadelphia International Championship 2009
La 25.ª edición del Philadelphia International, se disputó el domingo 7 de junio de 2009, en un circuito urbano en Filadelfia y sobre un recorrido de 251,1 km.
La prueba perteneció al UCI America Tour 2008-2009 de los Circuitos Continentales UCI, dentro de la máxima categoría: 1.HC, otorgando puntos para dicho campeonato.
Participaron 22 equipos. Tres de categoría UCI ProTour; (Columbia-High Road, Liquigas y Fuji-Servetto); dos de categoría Profesional Continental (BMC Racing Team y ELK Haus);  de categoría Continental (Planet Energy, Colavita-Sutter Home, Team Type 1, Jelly Belly, Bissell Pro Cycling, Amore & Vita-Mac Donald's, Team Mountain Khakis, Rock Racing, Kelly Benefit Strategies, Ouch presented by Maxxis, DLP Racing, Kenda Pro Cycling-Spinergy, Land Rover-Orbea, Fly V Australia); y las Selecciones de Estados Unidos, Dinamarca y Suecia. 
El ganador final fue el alemán André Greipel del Team Columbia-High Road siendo segundo su compañero de equipo Greg Henderson y tercero Kirk O'Bee del equipo Bissell. En octubre de ese año, O'Bee fue suspendido por dar positivo de EPO un examen antidopaje en el mes de mayo. Sus resultados fueron anulados y el austríaco Harald Starzengruber pasó al tercer lugar.
En esta edición se comenzó a disputar una clasificación secundaria, la de la montaña, donde se impuso Valeriy Kobzarenko del Team Type 1.

## Clasificación final
| Posición | Ciclista              | Equipo                   | Tiempo   | Puntos UCI |
| -------- | --------------------- | ------------------------ | -------- | ---------- |
| 1º       | André Greipel         | Team Columbia-High Road  | 6:24:04" | 100**      |
| 2º       | Greg Henderson        | Team Columbia-High Road  | m.t.     | 70**       |
| 3º       | Harald Starzengruber  | ELK Haus                 | a 0:01   | 40         |
| 4º       | David Vitoria         | Rock Racing              | m.t.     | 30         |
| 5º       | Kevin Lacombe         | Planet Energy            | m.t.     | 25         |
| 6º       | Alejandro Borrajo     | Colavita-Sutter Home     | m.t.     | 20         |
| 7º       | Christopher Stevenson | Selección de Suecia      | m.t.     | 15         |
| 8º       | Lucas Sebastián Haedo | Colavita-Sutter Home     | m.t.     | 10         |
| 9º       | Andrew Pinfold        | Ouch-Maxxis              | m.t.     | 9          |
| 10º      | Alex Candelario       | Kelly Benefit Strategies | m.t.     | 8          |

| Posiciones desde el 11.º hasta el 15.º | Posiciones desde el 11.º hasta el 15.º | Posiciones desde el 11.º hasta el 15.º | Posiciones desde el 11.º hasta el 15.º | Posiciones desde el 11.º hasta el 15.º | Posiciones desde el 11.º hasta el 15.º |
| Posición                               | Ciclista                               | Equipo                                 | Tiempo                                 | Puntos UCI                             |                                        |
| -------------------------------------- | -------------------------------------- | -------------------------------------- | -------------------------------------- | -------------------------------------- | -------------------------------------- |
| 11º                                    | Søren Petersen                         | Selección de Dinamarca                 | m.t.                                   | 7                                      |                                        |
| 12º                                    | Antonio Cruz                           | BMC Racing Team                        | m.t.                                   | 6                                      |                                        |
| 13º                                    | Jonathan Cantwell                      | Fly V Australia                        | m.t.                                   | 5                                      |                                        |
| 14º                                    | Evan Elken                             | Land Rover-Orbea                       | m.t.                                   | 4                                      |                                        |
| 15º                                    | Martin Kohler                          | BMC Racing Team                        | a 0:02                                 | 3                                      |                                        |

- ** Sus puntos no van a la clasificación del UCI America Tour, ya que pertenece a un equipo ProTour. El UCI America Tour es una clasificación cerrada a ciclistas de equipos Pro Continentales, Continentales y amateurs..[1]
- m.t.: Mismo tiempo.